# .gb
.gb est un ancien domaine national de premier niveau (country code top level domain : ccTLD) réservé à la Grande-Bretagne.

## Historique
Le domaine de premier niveau GB a été utilisé principalement pour l’adressage X.400 des sites.
Au début des années 1990, l’accent était mis sur les adresses X.400, et donc vers l’enregistrement sous le domaine de premier niveau GB, cette politique n’est plus valable, et la plupart des sites au Royaume-Uni sont désormais enregistrés sous le domaine de premier niveau du Royaume-Uni.
En novembre 2022, l'Internet Corporation for Assigned Names and Numbers annonce que les adresses en .gb sont abandonnées.